# Shishi, Quanzhou
Shishi är en stad på häradsnivå som ingår i Quanzhous stad på prefekturnivå i provinsen Fujian i sydöstra Kina. Den ligger omkring 160 kilometer söder om provinshuvudstaden Fuzhou. 
Shishi är indelat i två stadsdelsdistrikt och sju köpingar.
Stadsdelsdistrikt (jiedao):

- Fengli (凤里街道)
- Hubin (湖滨街道)

Köpingar (zhen):

- Baogai (宝盖镇)
- Hanjiang (蚶江镇)
- Hongshan (鸿山镇)
- Jinshang (锦尚镇)
- Lingxiu (灵秀镇)
- Xiangzhi (祥芝镇)
- Yongning (永宁镇)